# Пухала Лаврін Филипович
Филипович-Пухальський Лаврентій, Лаврін Пухала (Лавриш; 1608) — львівський маляр і гравер XVI — початку XVII ст.; його вважають автором гравюри св. Луки у Львівському «Апостолі» (1573–1574). Лаврін брав участь в острозьких виданнях. У його майстерні вчився Гринь Іванович та інші.

## Біографія
Дід Лавріна Кунош, або Конон купив 1526 року маєток на Калічій горі у Львові. Мав трьох дітей, серед яких лише Филип мав нащадків. Филип був мельником, у його родині було 4 сини та 2 дочки. Лаврін народився в першої дружини Філіпа Євфимії останнім, не пізніше 1540-х років. 
Про молоді роки Пухали нічого невідомо, вперше його ім'я з'являється в документах 1565 року як челядника майстра Луки. У 1567–1573 роках Пухала  не згадується в львівських джерелах, принаймні частину цього часу від провів на Волині, в Луцьку.

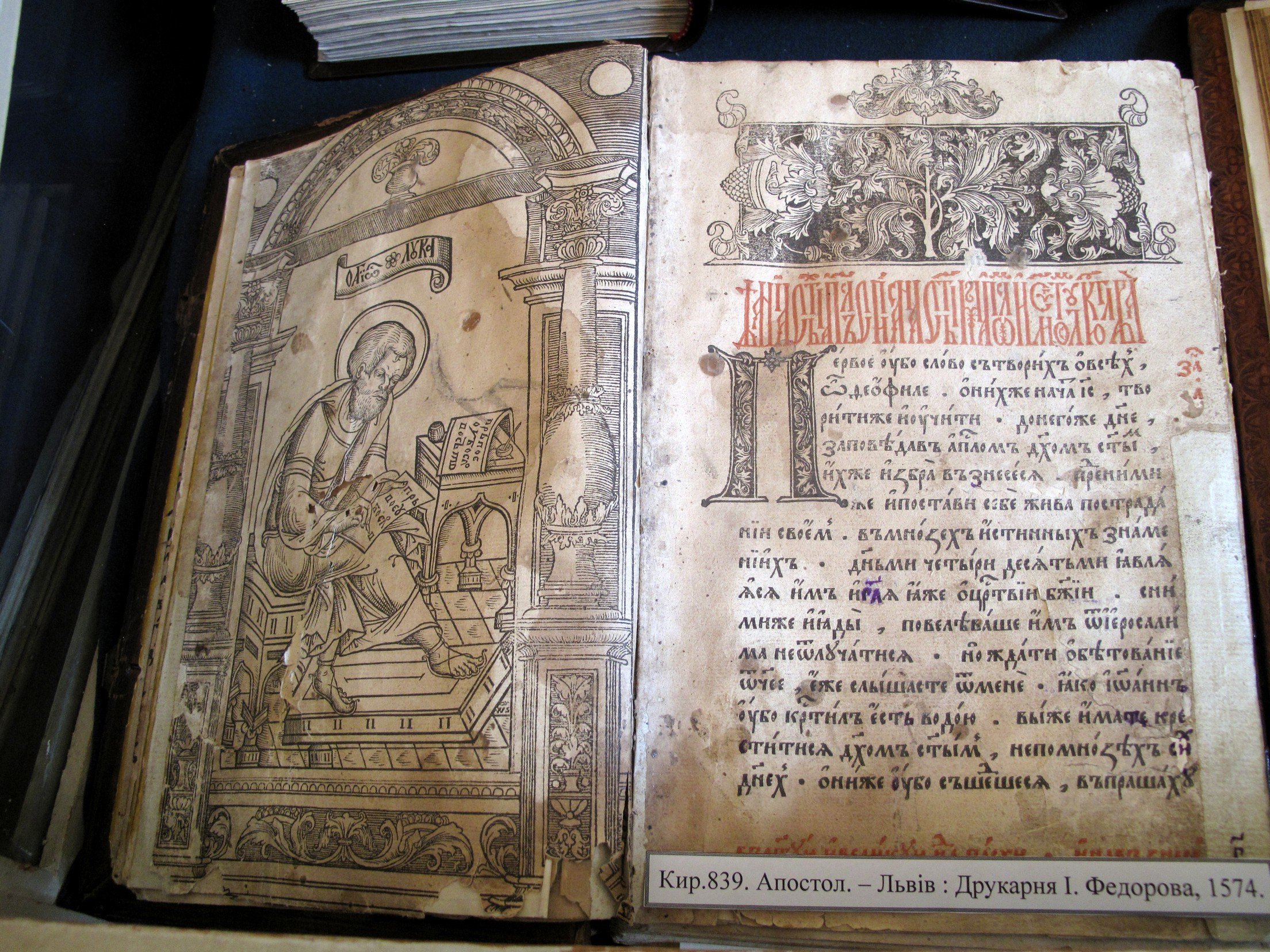
Зображення апостола Луки виконане Лавріном Пухалою

1574 року повернувся до Львова та взяв участь у оформлені  львівського «Апостола» Івана Федорова. Гравюра з зображенням апостола Луки є єдиним точно встановленим твором майстра.
Надалі працював у Львові, виконуючи замовлення магістрату та міщан.
Був представником руського братства в Варшаві.
Помер не пізніше 1608 року, оскільки не згадується в податковій відомості його вдови Катерини. Остання прижиттєва згадка в документах приходиться на 1606 рік.
У дослідження біографії Пухала зробив великий внесок Володимир Александрович.